# Out of the Shallow End
Out of the Shallow End е първи EP албум на алтърнатив метъл групата AM Conspiracy, който е издаден на 21 септември 2007 г. Всички песни са презаписани по-късно за дебютния едноименен албум.
Песента Right On Time е включена във видео играта WWE SmackDown vs. Raw 2008.

## Състав
- Джейсън Джоунс – вокали
- Кени Харелсън – бас
- Дрю Бърк – китара
- Роб Дехевън – китара
- Дийн Андрюс – барабани

## Песни
| Заглавие           | Дължина |
| ------------------ | ------- |
| 1. „Absence“       | 3:09    |
| 2. „Far“           | 3:51    |
| 3. „Right On Time“ | 3:23    |
| 4. „Down“          | 4:28    |